# A házi méh érzékelése
A méhek aktívan keresik és gyűjtik táplálékukat, ezért számukra is fontos a környezet észlelése. A többi méhfaj érzékelése a házi méhéhez hasonló.

## Látás
A méhek szeme más rovarokéhoz hasonlóan összetett. Minden kis szem külön képet alkot; ezt az idegrendszer egyesíti egy képpé. Egyes elképzelések szerint a szemek egy kép részleteit érzékelik mozaikszerűen, mások szerint hasonló képeket látnak egy kicsit máshogy. A kép kevésbé éles, mint az embernél; egyrészt azért, mert a szemek nem fókuszálhatók, másrészt azért sem, mert összesen sem tartalmaznak annyi fényérzékeny sejtet, mint az emberi szem. Azonban a mozgó objektumokat könnyebben felismerik, mert több mozgásra érzékeny érzékelősejtjük van. Viszont a látótér nagyobb. Az anya egy összetett szemében 4000, a dolgozóéban 4500, a heréében 9000 kis szem található. Képesek a másodpercenkénti 300 dia megkülönböztetésére.
Emellett van három apró pontszemük is, amikkel csak közelre látnak. Irányt, fényt és árnyékot különböztetnek meg. Félhomályban nagyon rosszul látnak, ezért nem szabad sötétedés után kaptárt bontani.
A méhek nem különböztetik meg egymástól a telített kört, háromszöget, négyzetet, és ferde vonalat. Hasonlóan, nem látnak különbséget az X, a csúcsára állított négyzetvonal, a négy függőleges vonal és az egyenlő szárúnak rajzolt Y között. E kettő csoport két tagját azonban nem tévesztik össze. A bonyolult virágformákat azonban meg tudják különböztetni egymástól, bár az egyes virágokat fél méterre meg kell közelíteniük ahhoz, hogy lássák a formájukat. A gyűjtőmunkát megkönnyíti, ha a virágok nagyok, feltűnőek, vagy ha virágzatba csoportosulnak.
Színlátásuk három alapszínre épül. Nem látják a piros színt, helyette az ibolyántúli sugárzást látják, amit ezért méhbíbornak is neveznek. A három alapszínük tehát zöld, kék és méhbíbor. Számos virág méhbíbor színű jelzésekkel vezeti a méheket. A méh az ólomfehér festékkel festett kaptárt fehérnek látja, míg a cinkfehér a méhbíbor komplementer színében, kékeszöldben tűnik elő. A színek között csak kevés árnyalatot tudnak megkülönböztetni, így nem tesz különbséget a zöld, a sárga és a narancssárga, illetve a kék és az ibolya között.
Látják a fény polarizációját is, így borús időben is tudnak a Nap állása alapján tájékozódni. A közvetlenül a Napból érkező fény nem polarizált, de egyes felületek, például a víz már polarizált fényt ver vissza.

## Hallás és elektromos mező érzékelése
A házi méh hallószerve a csápján található Johnston-szerv. Ugyanez érzékeli az elektromágneses mezőt. A mechanikai rezgéseket a lábukon található receptorok képesek érzékelni a bennük levő folyadék közvetítésével. Ezek a mechanikus rezgések közül inkább az alacsony frekvenciájúakat észlelik.
Az elektromos mezőt Coulomb törvénye alapján érzékelik, ugyanis annak hatására megmozdulnak a csápok, így a rajtuk levő Johnston-szervnek alkalma nyílik a mező érzékelésére. Ez a kommunikációjukban is szerepet játszhat.
A méh teste repülés közben pozitív töltést nyer. Az elektromos mező érzékelése segít tájékozódni a virágon. A töltés segíti a virágpor felvételét is. A virág átveszi a pozitív töltés egy részét, és még egy ideig megőrzi; ez fontos információt nyújt a virág állapotáról. 

## Mágnesesség
A méhek érzékelik a mágneses tér változását is. Ennek érzékszerve a potrohban foglal helyet, és vasszemcsék irányváltoztatása alapján észleli a változást.

## Ízlelés és szaglás
A méhek szaglószerve a csápon foglal helyet. A szaglás segíti abban, hogy megtalálja a virágot.
Az ízlelés kevésbé fontos a méhek számára. Álcaként a kifejlett méhek által adagolt táplálékot fogyasztják. A muslicáknál 68 génnek van szerepe az ízlelés felépítésében, a házi méhében csak 10-nek. Szájával, kisebb mértékben csápjával és talpával is ízlel. Szerepe gyűjtéskor válik fontossá; inkább az édesebb nektárt választja. Az édességet leginkább a nádcukor biztosítja.
A méh érzékeli az édes, a sós, a savanyú és a keserű ízeket. Édesnek érzi a nádcukrot; a malátacukrot az emberhez hasonlóan enyhén édesnek érzi. Az ember számára keserű oktozánt és kinint élvezettel fogyasztja. Nem érzi édesnek a tejcukrot, és nem fogadja el a szacharinos oldatot. A nektárban és a cukoroldatban csak legalább 4% nádcukrot, vagy legalább 8-9% invertált cukrot érzékel. A császárkorona nektárja 8,8% invertált cukrot tartalmaz, de a méhek alig látogatják.